# Vila Real de Santo António
Vila Real de Santo António er en portugisisk by og kommune i distriktet Faro i provinsen Algarve i det sydlige Portugal med omkring 19.156 indbyggere (2010).
1. ↑  National Institute of Statistics, hentet 19. september 2018 (fra Wikidata).